# 川村明裕
川村 明裕（かわむら あきひろ、1957年9月11日 - ）は、日本の実業家。株式会社青森銀行代表取締役専務執行役員。

## 来歴
青森県出身。1981年駒澤大学卒業。同年4月、青森銀行入行。2009年6月、総合企画部長。2011年4月、執行役員営業統括部長。2012年6月、執行役員審査部長。2013年6月、取締役弘前地区統括。2015年6月、常務取締役。2018年6月、取締役専務執行役員。
2019年6月、代表取締役専務執行役員に就任。